# المعهد الأوروبي للأبحاث الفضائية

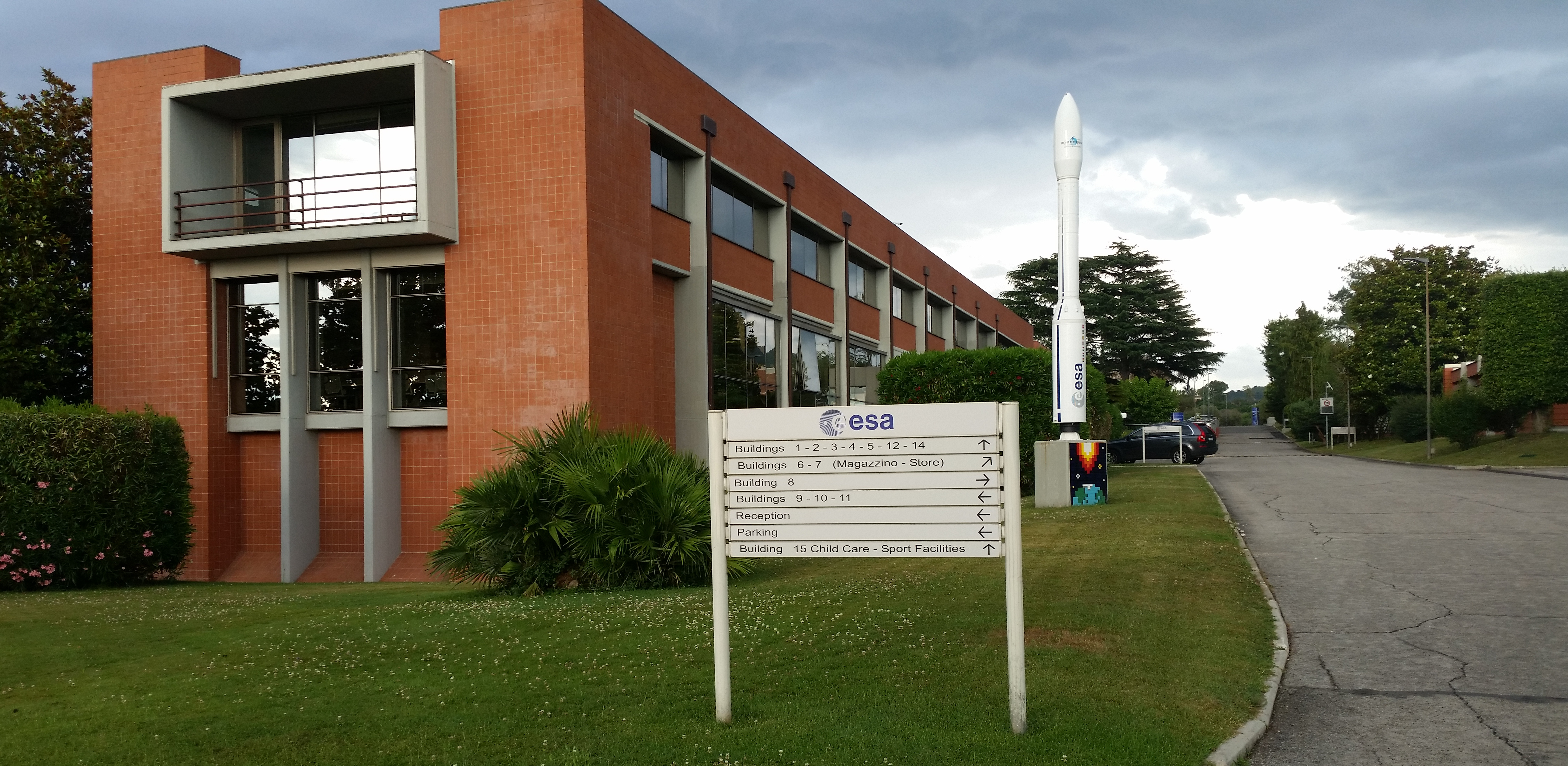
صورة من داخل المعهد الأوروبي للأبحاث الفضائية.

المعهد الأوربي للأبحاث الفضائية (ايسرين) (بالإنجليزية: European Space Research Institute _ ESRIN)‏ هو أحد مراكز الأبحاث التابعة لوكالة الفضاء الأوروبية، ويقع في مدينة فراسكاتي بإيطاليا ،
وهو مكرس لدراسة البيانات المأخوذة من الأقمار الأصطناعية،
كما استضاف الفريق الإداري لبرنامج تطوير الصاروخ الحامل (فيغا)
يتألف الفريق من موظفين من وكالة الفضاء الأوروبية ووكالة الفضاء الإيطالية (ASI) ووكالة الفضاء الفرنسية (CNES).

## لمحة تاريخية
تم إنشاء المعهد الفضائي الأوربي للأبحاث المتقدمة (ESLAR) عام 1966 كمحاولة لكسر الجمود السياسي حول موقع منظمة أبحاث الفضاء الأوروبية، سميت لاحقا《ايسرين》، وهو اختصار للمعهد الأوربي للابحاث الفضائية.
تصف اتفاقية ESRO دور (ايسرين) "على النحو التالي:
بدأ مرفق الحصول على البيانات من الأقمار الأصطناعية البيئية ضمن برنامج Earthnet عام 1970م.